# Cheviot (tessuto)

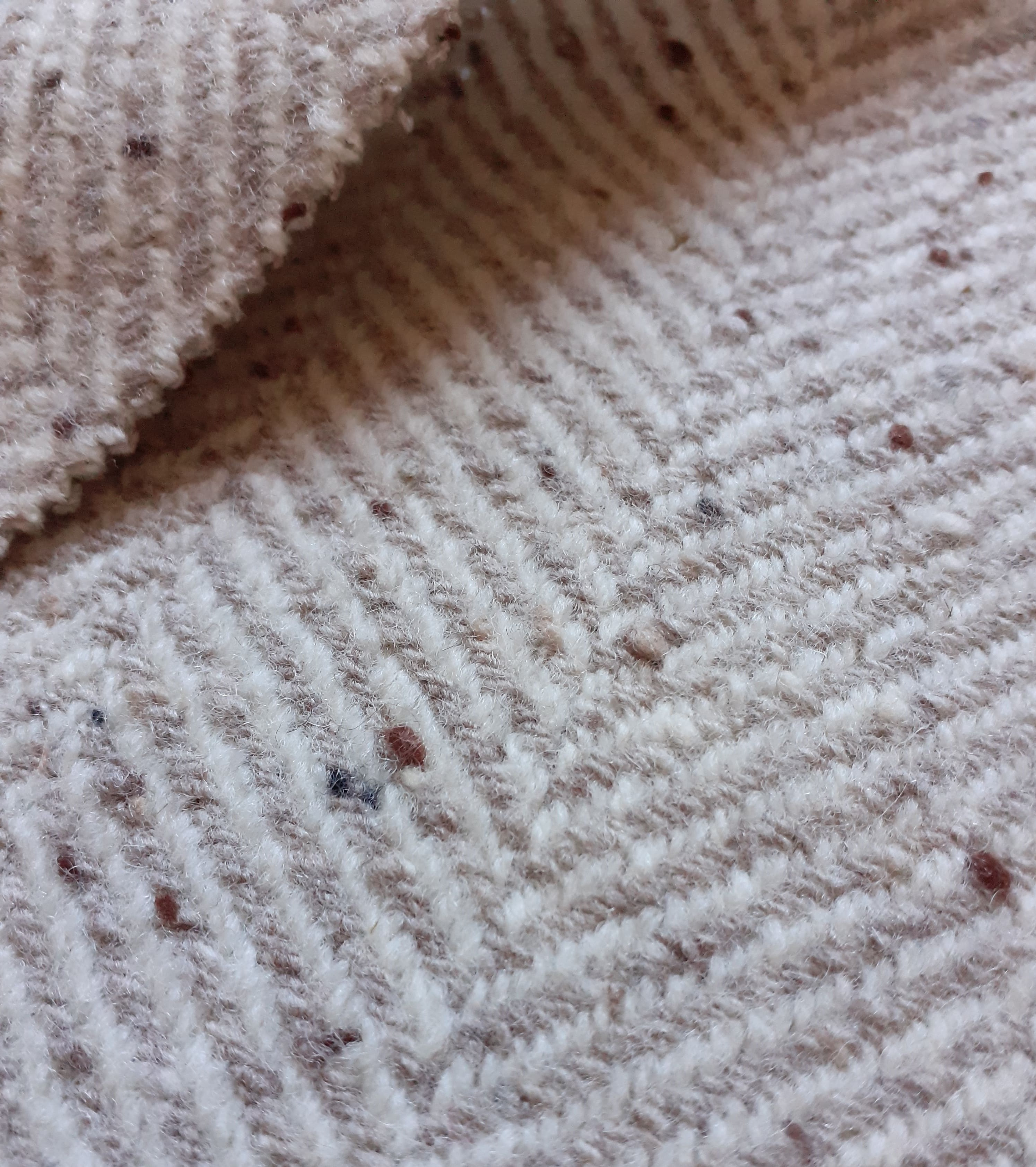
Tessuto Cheviot

Lo Cheviot (o sceviò; AFI: /*ʃe'vjɔ*/), è un tessuto di lana spesso e ruvido, di peso medio, a intreccio spigato. Dal nome si può pensare provenga dalla lingua francese, ma in realtà deve la sua origine ad una razza ovina inglese proveniente dalle Cheviot Hills, i famosi monti che separano l'Inghilterra dalla Scozia. Il loro pelo è considerato pregiato per via della loro brillantezza e lunghezza, ed al contempo ruvido e robusto.
La lana di pecore Cheviot può essere sia cardata sia pettinata e generalmente viene tessuta in modo da creare un caratteristico disegno spiegato alternato a sottili fili colorati e a righine. Lo Cheviot è realizzato con colori uniformi, più precisamente da colori scuri: nero, grigio e blu.

## Realizzazione
L'armatura utilizzata per la creazione di questo tessuto è molto spesso la batavia da 4, composta in varie versioni spiegate arricchita da stravaganti effetti di filettatura. In casi minori, viene utilizzata la tela da cui vengono prodotti effetti di piccole quadrettature; chiuse da un filetto di altro colore, in modo da far risaltare una quadrettatura un po' più ampia.

## Categorie
Esistono diverse categorie di tessuto Cheviot, sempre costituiti con filati cardati o pettinati:
- "Cheviot pettinato": costituiti con catena e trama in filata pettinati;
- "Cheviot semipettinato": costituiti in genere con catena e trama in filati pettinati;
- "Cheviot cardato": costituiti con catena e trama in filati cardati.

## Utilizzo
Lo Cheviot è tipico degli abiti sportivi inglesi, in cui trova il suo corrispondente nel termine francese Cheviotte. L'area di utilizzo è spesso destinata per la produzione, confezione di indumenti pesanti, sia maschili che femminili con dei pesi che variano dai 350/400 ai 600 g/m2 per cappotti, soprabiti, giacche, tailleur. Esiste, anche, una qualità di cotone per camicette pesanti. 
Alcuni sarti hanno soprannominato scherzosamente questo tipo di tessuto come "antiproiettile" per via della sua texture non prettamente soffice ma abbastanza resistente.